# Nuevo León
Nuevo León este unul din cele 31 de state federale ale Mexicului.